# Kudo Yusei
Kudo Yusei (工藤 祐生, sinh ngày 5 tháng 4 năm 1986) là một cầu thủ bóng đá người Nhật Bản.

## Thống kê câu lạc bộ
Cập nhật đến ngày 23 tháng 2 năm 2016.
| Thành tích câu lạc bộ | Thành tích câu lạc bộ | Thành tích câu lạc bộ         | Giải vô địch | Giải vô địch | Cúp                   | Cúp                   | Tổng cộng | Tổng cộng |
| Mùa giải              | Câu lạc bộ            | Giải vô địch                  | Số trận      | Bàn thắng    | Số trận               | Bàn thắng             | Số trận   | Bàn thắng |
| Nhật Bản              | Nhật Bản              | Nhật Bản                      | Giải vô địch | Giải vô địch | Cúp Hoàng đế Nhật Bản | Cúp Hoàng đế Nhật Bản | Tổng cộng | Tổng cộng |
| --------------------- | --------------------- | ----------------------------- | ------------ | ------------ | --------------------- | --------------------- | --------- | --------- |
| 2009                  | Tochigi SC            | J2 League                     | 1            | 0            | 0                     | 0                     | 1         | 0         |
| 2010                  | SC Sagamihara         | Kanagawa Football Association |              |              | -                     | -                     |           |           |
| 2011                  | SC Sagamihara         | JRL                           | 12           | 1            | -                     | -                     | 12        | 1         |
| 2012                  | SC Sagamihara         | JRL                           | 16           | 1            | -                     | -                     | 16        | 1         |
| 2013                  | SC Sagamihara         | JFL                           | 1            | 0            | -                     | -                     | 1         | 0         |
| 2014                  | SC Sagamihara         | J3 League                     | 19           | 2            | -                     | -                     | 19        | 2         |
| 2015                  | SC Sagamihara         | J3 League                     | 17           | 1            | -                     | -                     | 17        | 1         |
| 2016                  | SC Sagamihara         | J3 League                     | 0            | 0            | 0                     | 0                     | 0         | 0         |
| Tổng                  | Tổng                  | Tổng                          | 66           | 5            | 0                     | 0                     | 66        | 5         |